# Johann Arndt
Johann Arndt lub Arnd (ur. 27 grudnia 1555 w Edderitz albo Ballenstedt, zm. 11 maja 1621 w Celle) – niemiecki teolog luterański okresu ortodoksji, autor literatury pobożnościowej. W swych dziełach podkreślał znaczenie naśladowania Chrystusa i mistycznej więzi z nim. Swoją twórczością wywarł wpływ na myśl pietyzmu.

## Życiorys
Był synem wiejskiego proboszcza Jakoba Arndta. Pierwsze doświadczenia zdobywał u boku swojego ojca; następnie uczęszczał do szkół w Aschersleben, Halberstadt i Magdeburgu. W roku 1575 podjął studia na Uniwersytecie w Helmstedt w zakresie sztuk wyzwolonych i medycyny. Od roku 1581 studiował na uniwersytecie w Wittenberdze, gdzie jego nauczycielem teologii był Polykarp Leyser starszy. Następnie uczęszczał na Uniwersytet w Strasburgu i Uniwersytet Bazylejski, gdzie pobierał naukę odpowiednio od Johannesa Pappusa i Simona Sulcera. W 1582 roku powrócił do Anhaltu. W roku 1583 został ordynowany w Bernburgu i w 1584 roku pod rządami księcia Joachima Ernsta rozpoczął sprawowanie posługi duchownej w Badeborn.
Książę Joachim Ernst nie przyjął Formuły zgody z roku 1577, zamiast tego w roku 1585 ogłosił inne wyznanie wiary. W 1589 roku jego następca, książę Johann Georg I, zażądał zaprzestania sprawowania egzorcyzmu podczas chrztu. Arndt odmówił i wzbraniał się przed uznaniem nowego wyznania. 10 września 1590 Arndt wydał w tej sprawie stosowne oświadczenie. Niedługo później został z tego powodu pozbawiony urzędu i wygnany z kraju. Arndt właściwie przypuszczał, że poczynania księcia są wstępem do przyjęcia kalwinizmu przez księstwo Anhaltu, co dokonało się w roku 1596. W 1590 roku Arndt podjął posługę w Quedlinburgu, gdzie pozostał do roku 1599. Następnie sprawował posługę w  Brunszwiku (do 1609 roku), w Eisleben, a w latach 1611–1621 sprawował urząd superintendenta generalnego w Celle.
W swym nauczaniu inspirował się mistyczną i budującą literaturą średniowiecza taką jak Teologia niemiecka albo pisma Bernarda z Clairvaux, Tomasza à Kempis czy Jana Taulera. Na tej podstawie napisał on Cztery księgi o prawdziwym chrześcijaństwie, które wraz z jego Rajskim ogródkiem należały do najbardziej rozpowszechnionych dzieł chrześcijańskiej literatury pobożnościowej. W swej nauce Arndt podkreślał znaczenie naśladowania Chrystusa, mistycznej więzi z nim oraz praktycznego rozwijania cnót chrześcijańskich.
Nauka Arndta spotkała się ze sprzeciwem Lucasa Osiandra, została natomiast pozytywnie przyjęta przez przedstawicieli pietyzmu. Cztery księgi o prawdziwym chrześcijaństwie ukazały się do roku 1740 w 123 wydaniach. Dzieła Arndta zostały przetłumaczone na większość języków europejskich i wiele pozaeuropejskich. Były one czytane nie tylko przez ewangelików, ale i katolików oraz prawosławnych. Z inicjatywy biskupa Szymona (Todorskiego) w 1735 roku w Halle ukazało się pierwsze tłumaczenie Czterech ksiąg o prawdziwym chrześcijaństwie na język rosyjski. Po szybkim i niekontrolowanym rozprzestrzenianiu się dzieła Arndta na terenie Rosji, w roku 1743 zostało ono zakazane przez cenzurę. Potwierdzone jest korzystanie z dzieła przez co najmniej dwóch biskupów prawosławnych – Tichona Zadońskiego i Arseniusza (Maciejewicza) oraz przez archimandrytę i tłumacza Biblii Makarego (Głuchariowa).

## Dzieła
- Von wahrem Christenthum, księga 1., Frankfurt am Main 1605.
- Vier Bücher vom wahren Christentum, Magdeburg 1610.
  - tom 1, dostępny online w Deutsches Textarchiv.
  - tom 2, dostępny online w Deutsches Textarchiv.
  - tom 3, dostępny online w Deutsches Textarchiv.
  - tom 4, dostępny online w Deutsches Textarchiv.
- Paradiesgärtlein voller christlicher Tugenden, wie solche zur Übung des wahren Christentums durch andächtige, lehrhafte und trostreiche Gebete in die Seele zu pflanzen, Magdeburg 1612.
- Auslegung des ganzen Psalters in 451 Predigten, Jena 1617.
- Postilla: Das ist: Außlegung und Erklärung der Evangelischen Texte/ so durchs gantze Jahr an den Sontagen und vornehmen Festen/ auch der ApostelTage gepredigt werden, Jena 1616–1620 (w czterech częściach).

W 1695 roku Vier Bücher, Paradiesgärtlein i dalsze pisma ukazały się pod tytułem Sechs Bücher vom wahren Christentum.
- Johann Arnd's sechs Bücher vom wahren Christentum nebst dessen Paradies-Gärtlein. (dostępne online wydanie z 1860 roku w Digitalen Bibliothek Mecklenburg-Vorpommern)

### Tłumaczenia polskie
- Jana Arnta Sześć ksiąg o prawdziwym chrześciaństwie [...] oraz informatorium jego biblicum i dziewięć listów tu należących, Królewiec 1845 (dostępny online w Pomorskiej Bibliotece Cyfrowej)